# Joern Martens
Joern Martens (* 17. Februar 1968 in Buxtehude) ist ein deutscher Filmtonmeister und Koch.
Nachdem Martens 1984 bis 1987 in Hamburg den Beruf des Kochs erlernt hatte, wirkte er einige Jahre in der gehobenen Gastronomie. 1993 bis 1995 folgte eine zweite Berufsausbildung zum Kaufmann im Groß- und Außenhandel. Seit 1998 ist Martens hauptberuflich als Filmtonangler und Filmtonmeister an verschiedenen Filmsets tätig und wirkte  bei an die hundert Kino- und Fernsehproduktionen mit, so auch für Fatih Akıns Soul Kitchen (2009), bei dem der Tonmann aufgrund seiner früheren Ausbildung zudem das Food Styling und Kochcoaching Birol Ünels für die Rolle des „Shayn Weiss“ mit übernahm. Auch ansonsten ist Martens neben seiner Tonarbeit bisweilen in den Bereichen Food Style und Kochberatung für Film- und Fernsehproduktionen tätig. Überdies tritt er in einigen Produktionen auch in kleineren Rollen als Darsteller auf.
Basierend auf seiner Arbeit für Soul Kitchen entstand aus der Feder von Joern Martens ein Kochbuch zum Film, das zunächst zusammen mit dem Soundtrack in einer limitierten „Deluxe Edition“ erhältlich ist.

## Filmografie (Auswahl)
- 2018: 3 Tage in Quiberon